# Attentat du café Terminus
L'attentat du café Terminus est une attaque à la bombe menée le 12 février 1894 par le militant anarchiste Émile Henry contre la clientèle du café Terminus. Entrepris pendant la période que l'opinion publique appelle l'Ère des attentats (1892-1894), il est connu pour être l'un des premiers attentats de terrorisme de masse et modernes de l'histoire et pour la déclaration que fait Henry lors de son procès, considérée comme un élément fondateur de cette forme de terrorisme.
Suite au vote des lois scélérates, la répression de janvier et février 1894 et l'exécution d'Auguste Vaillant sans qu'il ne soit gracié par Sadi Carnot, ce dernier devient un ennemi symbolique de l'ensemble du mouvement anarchiste, qui voit en lui le principal responsable des persécutions les touchant. Au début de l'année 1894, alors que la répression est en cours, Émile Henry se trouve à Paris et assiste à celle-ci ; il est possiblement rejoint par un certain nombre d'illégalistes de la bande à Ortiz, comme Léon Ortiz ou Paul Chiericotti. S'il n'est pas sûr que ce groupe soit impliqué, bien que cela soit possible, Henry confectionne une bombe, avec laquelle il entend viser Carnot.
Le 12 février 1894, Henry entreprend de se déplacer vers le palais de l'Élysée, demeure du président de la République française, mais ne peut s'en approcher. Il cherche ensuite à se « rabattre » sur l'Opéra et l'Hôtel de Ville, où des bals de l'aristocratie parisienne sont en cours - sans succès pour y entrer. Décidé à commettre un attentat, probablement pour impressionner l'anarchiste dont il est amoureux, Élisa Gauthey, il évalue plusieurs restaurants parisiens avant de viser le café Terminus, où il jette sa bombe vers neuf heures du soir. S'enfuyant, il est rapidement arrêté, jugé et guillotiné. 
Lors de son procès, Henry soutient avoir prémédité cette forme de terrorisme et la théorise - étant le premier à le faire, ce qui fait qu'il est fréquemment considéré comme un des fondateurs du terrorisme moderne. Selon son argumentaire, il aurait « frappé dans le tas, sans choisir [s]es victimes » pour répondre au fait que l'État aurait agi similairement avec les anarchistes. Une telle présentation est nuancée par des historiens récents, qui remarquent que son trajet erratique et peu planifié rend invraisemblable l'idée du fait qu'il aurait prémédité le terrorisme de masse - étant donné qu'il vise bien Carnot au départ, puis des bals de l'aristocratie. Selon eux, il s'agirait davantage d'une volonté d'impressionner Gauthey qui aurait donné naissance à ce terrorisme de masse plutôt qu'une préméditation bien pensée et issue de l'anarchisme. Il renforce aussi la violence de ses propos pour permettre à ses compagnons d'éviter les poursuites judiciaires.
Bien que cette forme de terrorisme ne se retrouve pas dans le terrorisme anarchiste ultérieur, qui retourne à des formes plus habituelles de tyrannicide visant des responsables précis, elle occupe une place centrale dans le terrorisme moderne jusqu'à la première moitié du XXIe siècle au moins.

## Histoire

### Contexte
Au XIXe siècle, l'anarchisme naît et se constitue en Europe avant de se propager. Les anarchistes défendent la lutte contre toutes formes de domination perçues comme injustes, en premier lieu la domination économique, avec le développement du capitalisme. Ils sont particulièrement opposés à l'État, vu comme l'organisation permettant d'entériner un bon nombre de ces dominations au travers de sa police, son armée et sa propagande.

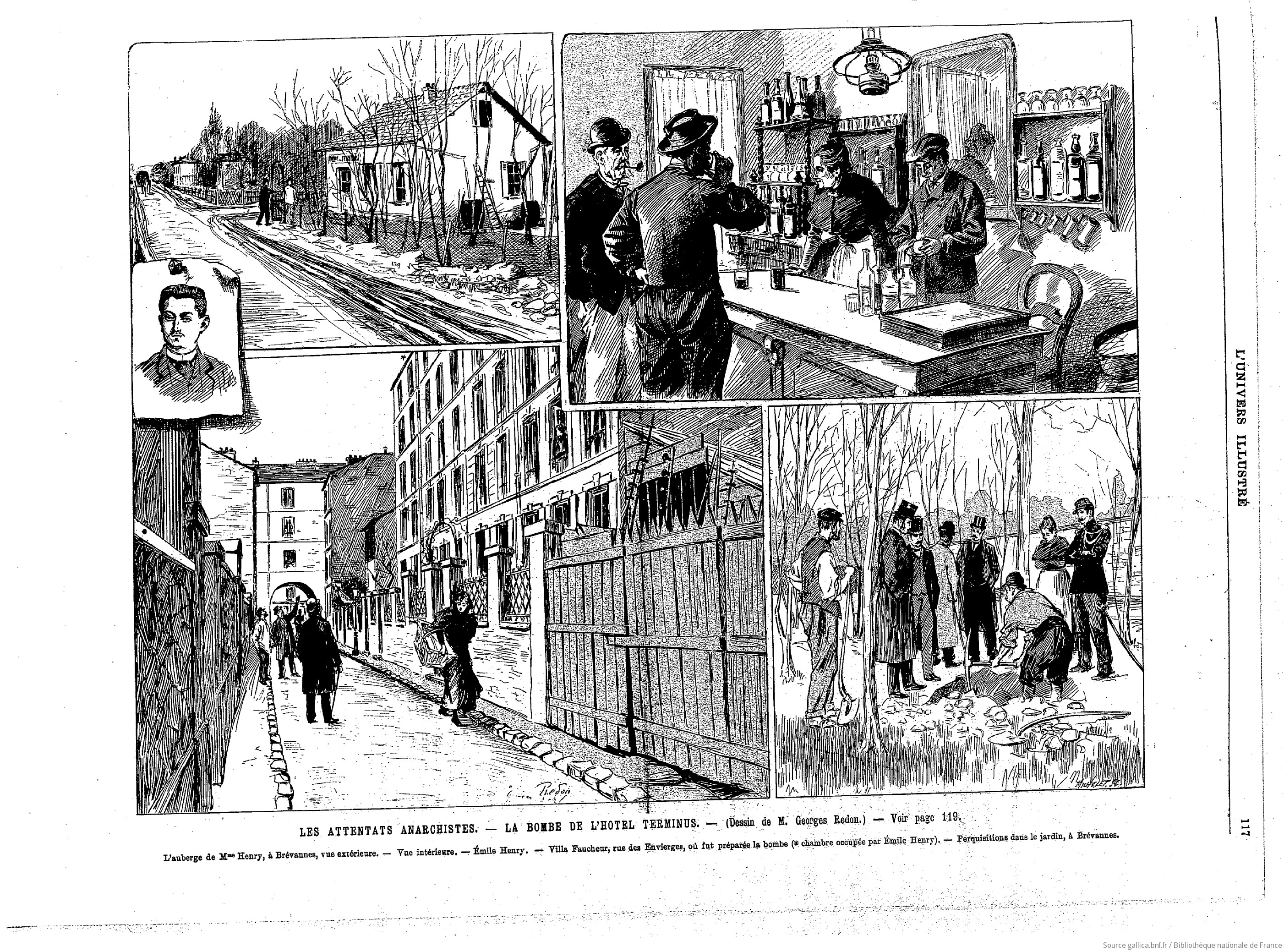
Le commerce occupé par la mère des frères Henry, Rose Caubet, dans L'Univers illustré (24 février 1894).

En 1891-1892, après l'affaire de Clichy, où des policiers tirent sur et battent des anarchistes manifestant pacifiquement - la justice absout la police et condamne les victimes à de lourdes peines de prison. Cette situation d'injustice provoque le début d'une période que l'opinion publique appelle l'Ère des attentats (1892-1894), où des anarchistes comme Ravachol se vengent de la répression qui les vise en attaquant les responsables présumés de celle-ci. Ravachol est condamné à mort et exécuté après avoir visé les magistrats responsables du procès des victimes de l'affaire de Clichy dans deux attentats à la bombe. Sa condamnation et son exécution impactent profondément les anarchistes, chez qui il devient un martyr.
Émile Henry, un jeune homme qui rejoint l'anarchisme sous l'influence de son frère, Fortuné Henry et déjà bien intégré au mouvement suit ces événements avec attention - peu de temps avant, il a subi une déconvenue amoureuse en courtisant la militante anarchiste Élisa Gauthey, déjà mariée, qui l'éconduit, tout en lui donnant une mèche de cheveux. Les deux échangent par lettre et développent une relation d'amour platonique, mais un jour qu'Henry est en sa présence et celle de son époux, elle l'embrasse devant lui, ce qui le fait s'évanouir. Lorsqu'elle vient le réveiller à son chevet, il lui déclare son amour et reçoit un rire comme réponse, suite à quoi il déclare :

« Oui, vous me traitez en enfant. Mais vous saurez plus tard à quel point je vous suis attaché. »

Les deux frères Henry assistent donc au début de l'Ère des attentats avec attention - cherchent à se rendre à Montbrison où Ravachol doit être guillotiné pour essayer de le sauver par la force - mais cette action ne vient jamais, éventuellement car la protection policière autour de Ravachol est importante. Durant l'été 1892, ils voient aussi le début de la grève de Carmaux - et l'intervention des socialistes qui brisent la grève et sont responsables du fait que les travailleurs repartent au travail plus pauvres qu'auparavant. Henry - très probablement aidé d'autres militants, confectionne une bombe pour viser le siège de l'entreprise. Elle est emmenée sur le lieu, éventuellement par Adrienne Chailliey et, selon les rapports policiers de la période, aurait été placée de sorte à toucher le directeur de l'entreprise. La bombe, qui explose au commissariat de la rue des Bons-Enfants, provoque plusieurs morts policiers.
Henry prend la fuite, son frère est arrêté le même jour pour d'autres raisons - et il apprend cette arrestation plus tard. En refuge à Londres et en Belgique, Henry côtoie un certain nombre de personnes, comme Léon Ortiz, Placide Schouppe, Louis Matha, Paul Chiericotti, Alessandro Marocco, entre autres. Avec les illégalistes de la bande à Ortiz, il participe à des cambriolages dans le Nord de la France.

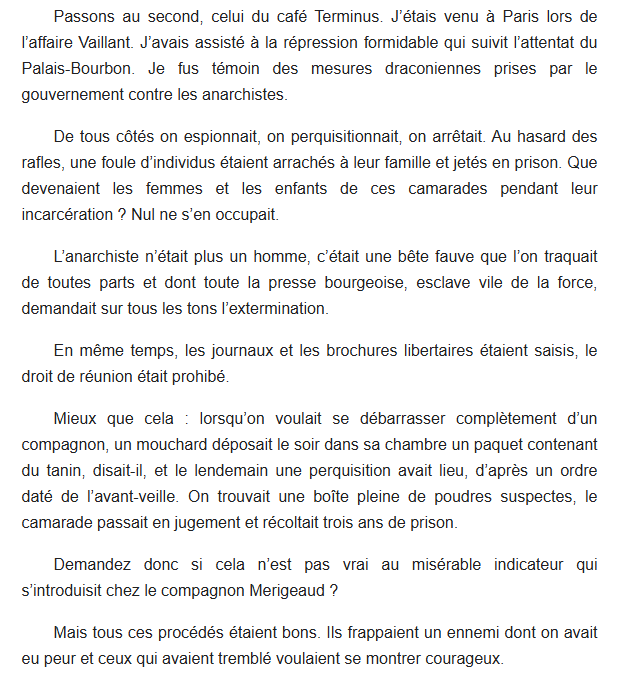
Extrait de la déclaration d'Émile Henry à son procès concernant la répression de début 1894.

En décembre 1893, Auguste Vaillant effectue l'attentat de l'Assemblée nationale, où il vise le centre du pouvoir politique français avec une bombe qui n'est pas destinée à tuer mais qui est pensée pour provoquer une grosse explosion qui forcerait les députés à agir concrètement pour réduire la misère - Vaillant soutient par ailleurs avoir mené cet attentat contre l'impérialisme français,. Il blesse légèrement un certain nombre de personnes mais ne tue personne et, arrêté, est mis en procès expéditif,. Son arrestation et l'attentat sont utilisés comme prétextes par les autorités françaises pour faire adopter les deux premières lois scélérates - des lois visant le mouvement anarchiste français et réduisant de manière importante les libertés individuelles et politiques sous prétexte de lutte contre le terrorisme. Le pouvoir français, armé de ces nouveaux pouvoirs, procède à une répression très importante visant les anarchistes à partir de janvier 1894. 

### Prémices
Pendant ce temps, alors que de nombreux anarchistes sont arrêtés sans procès et que les perquisitions se succèdent - Henry est de retour à Paris. Le principal responsable de la répression, le président français Sadi Carnot, devient progressivement une cible de choix par les anarchistes. Son refus de gracier Vaillant, alors qu'il n'a tué personne et que sa fille unique, Sidonie Vaillant, est laissée dans la misère - provoque un large ressentiment chez les anarchistes mais aussi une part importante de la population ouvrière de Paris.
Les personnes gravitant autour de la bande à Ortiz, y compris Henry, qui est de retour, s'installent peu à peu à Paris depuis leur exil. Ortiz, Henry, Chiericotti - tous sont de retour à Paris au début de l'année 1894, et évitent la répression, qui ne vise que les anarchistes dont la police a les adresses et les identités - c'est-à-dire, souvent, les moins dangereux et les moins radicaux,. Le 18 janvier 1894, la police remarque Henry - et qu'il aurait une « chambre à Ménilmontant transformée en laboratoire », mais ne parvient pas à trouver son domicile. Il est envisageable que Henry, Ortiz, Chiericotti et d'autres anarchistes de ces cercles s'impliquent alors dans la confection d'explosifs. Selon le témoignage de Marocco, un mois plus tard, Henry aurait planifié de se fixer à Paris pour lancer l'attentat - voire une série d'attentats.
Par ailleurs, Louis Matha, militant anarchiste notable de la période et gérant de l'Endehors, proche ami de Fortuné et « mentor » d'Émile dans le mouvement anarchiste - se déplace à Paris depuis Londres. Il semble être au courant de la volonté de Henry à vouloir commettre l'attentat - et le poursuit dans les cercles anarchistes de la région parisienne pour le rencontrer et très vraisemblablement l'en dissuader. Il le retrouve le 11 février 1894 et les deux discutent, il déclare à Matha que son amitié l'importune et lui signifie qu'il désire être laissé tranquille par celui-ci. Les deux s'accordent cependant pour se retrouver le lendemain. Selon Petit, il est envisageable de considérer que Matha agit comme émissaire de Fortuné Henry - ce qui explique pourquoi il tente d'empêcher Émile Henry de faire son attentat.

### Attentat du Café Terminus

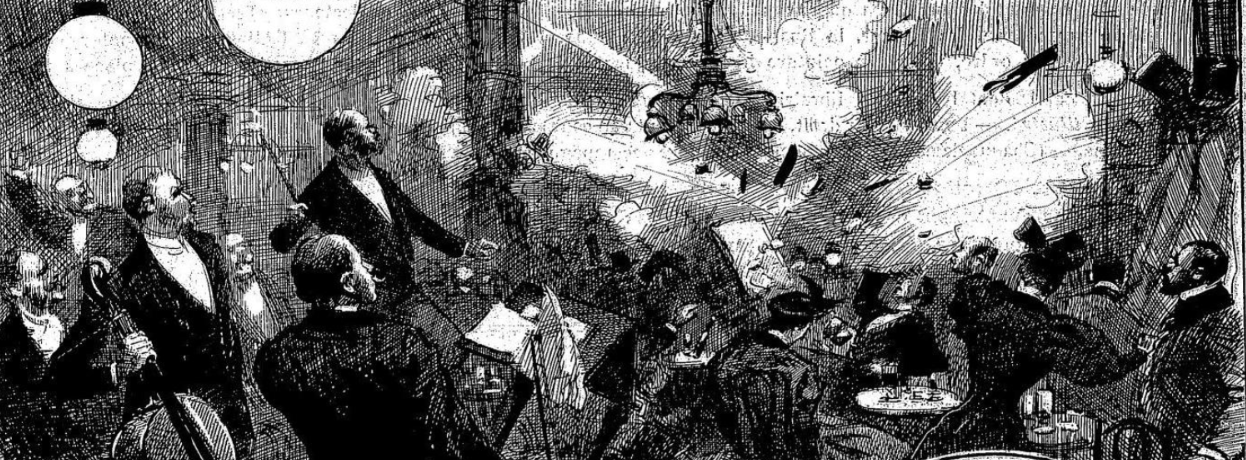
Attentat du café Terminus en une de L'Univers illustré (17 février 1894).

Alors qu'il est censé rencontrer Matha, Henry ne bouge pas pendant un certain temps de la journée, puis, une bombe dans la poche, commence à se diriger vers le palais de l'Élysée. Il cherche en réalité à assassiner Sadi Carnot d'une manière ou d'une autre, en lui jetant sa bombe dessus. En face de l'Élysée, il se rend compte que le lieu est entouré d'un vaste cordon sécuritaire qu'il ne peut pénétrer. 

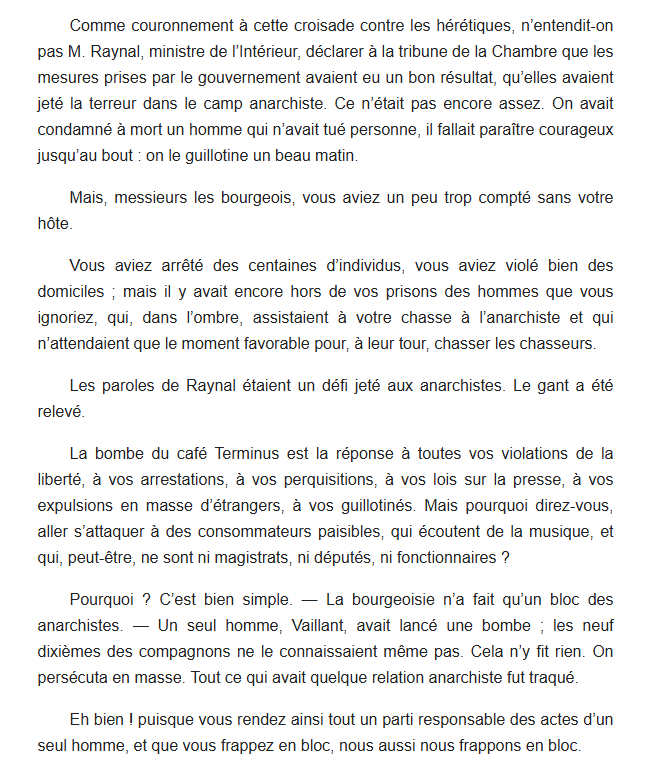
Extrait de la déclaration d'Émile Henry à son procès.

Henry est mécontent de l'échec de son plan ; il se déplace alors dans Paris, se rend à l'Hôtel de Ville, où il tente d'entrer pour viser un bal de l'aristocratie et la bourgeoisie parisienne qui y est alors en cours. Il n'est pas en « tenue correcte » et n'a pas d'argent, il se voit refuser l'entrée. Henry ressort et se retrouve dans la rue. Il poursuit alors sa route vers l'Opéra, où un bal de même nature est en cours, mais après avoir constaté que l'ensemble des entrées sont gardées, se serait exclamé : « Ah, je les aurais fait danser là-dedans ! »
À ce moment précis, la stratégie de Henry semble évoluer. Il commence à évaluer un certain nombre de restaurants et cafés parisiens alors qu'il se déplace vers la Gare Saint-Lazare. Il aurait ainsi soupesé la possibilité d'une attaque au restaurant Bignon, au café Américain ou au café de la Paix mais n'aurait pas considéré le nombre de victimes potentielles comme suffisantes, ce qui indique qu'il souhaite à partir de cet instant commettre un attentat de masse et plus nécessairement ciblé sur des bourgeois ou le président. Selon l'historien Dominique Petit, il est intéressant de constater que Henry semble être pris par des impératifs pour commettre son attentat - il est ainsi envisageable que si Henry veut commettre son attentat à tout prix, cela résulte en partie de ses hésitations - il estime sans doute qu'après avoir rencontré Matha, il n'aura plus le courage de faire l'attentat.
En tout cas, vers huit heures et demie, il entre dans le café Terminus et s'y installe. Il y prend un cigare et une bière et regarde l'orchestre rom qui joue de la musique au centre de l'établissement. Vers neuf heures et quart, ayant fini ses consommations, il se lève sans payer, se dirige vers l'entrée, puis se retourne - et jette sa bombe au milieu du café. Celle-ci touche le chandelier et explose - blessant un certain nombre de personnes, comme la rentière Pauline Kinsbourg, qui a les jambes ensanglantées, le dessinateur Ernest Borde et son ami Louis-Napoléon Van Herreweghen, alors en train de discuter, sont touchés durement par la bombe qui tombe à leurs pieds - Borde s'effondre au sol, grièvement touché, tandis que Van Herreweghen a des pièces de plomb qui viennent se loger dans sa jambe. En tout, l'explosion blesse 17 personnes et en tue une,.

### Arrestation

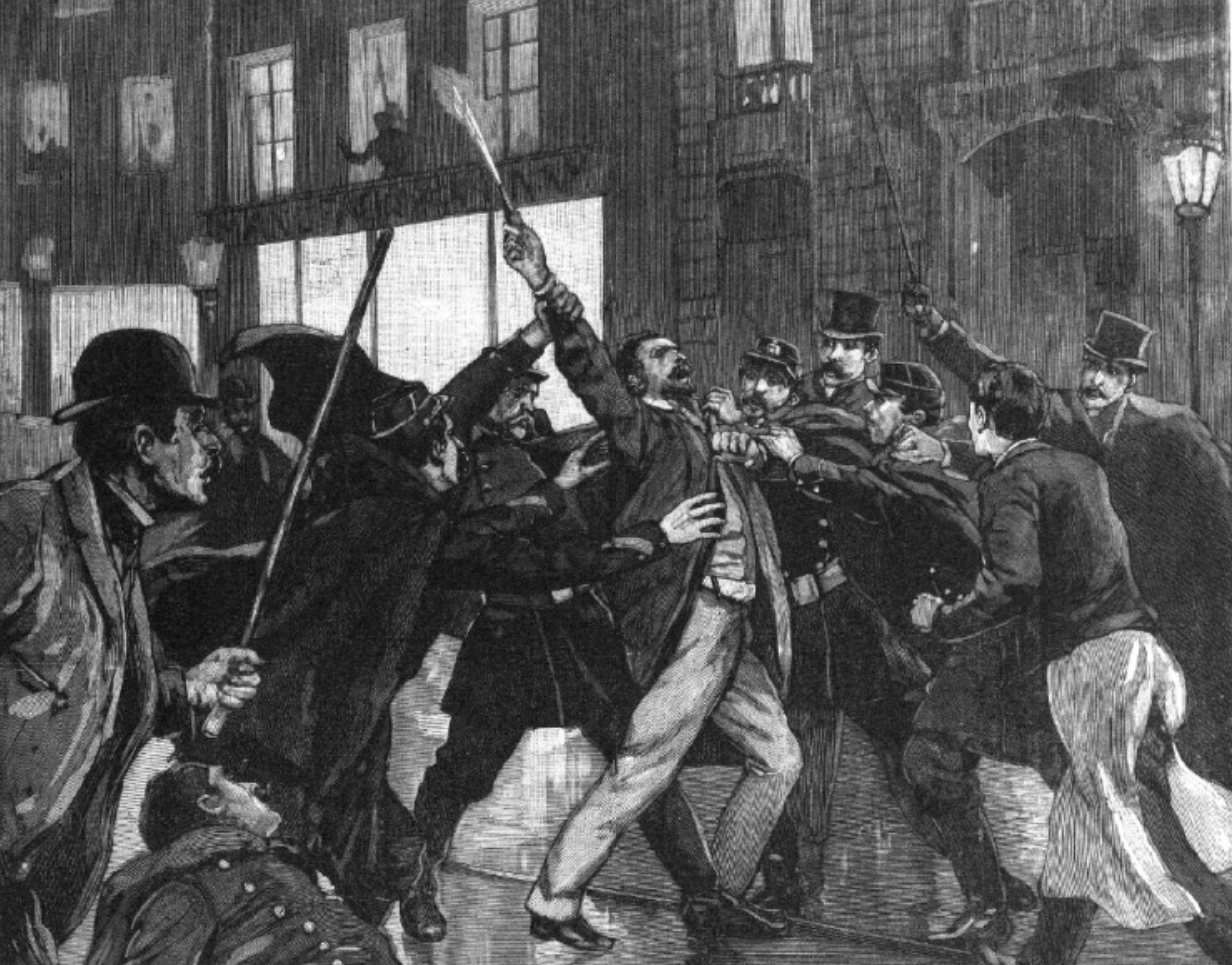
Représentation de l'arrestation de Henry dans Le Petit Parisien: supplément illustré (25 février 1894).

Henry s'enfuit du Terminus en courant dans la rue. Il est pourchassé par Émile-Joseph Martinguet, un employé de bureau qui est en train de marcher dans la rue et voit l'anarchiste courir. Un des serveurs du Terminus, nommé Tissier, se met aussi à sa poursuite, rejoint par un cheminot qui passe par là. Henry sort alors un revolver de son manteau et commence à faire feu sur le serveur. Un policier, François Poisson, qui est alors en train de monter la garde plus loin, et discute de l'exécution de Vaillant, paradoxalement, commence à donner la chasse à l'anarchiste, rejoint par un barbier et deux contrôleurs. Entre temps, Henry tire quelques coups de feu vers ses poursuivants, sans les tuer, en blessant le barbier au bras. Il est rattrapé par Poisson et deux autres policiers qui accourent à l'angle de la rue de l’Isly et de la rue de Rome. Il tire sur Poisson de nouveau alors que celui-ci essaie de le frapper avec son sabre, mais ne le tue pas, étant donné qu'il tire sur lui à coup portant, et, qu'ayant aplati ses balles pour provoquer plus de dégâts, celles-ci ont une vitesse initiale plus faible, peu pensées pour un combat au corps à corps.
Le tumulte se poursuit et Henry est frappé au visage par un contrôleur avec son poinçonneur. Poisson se jette sur lui et les deux se battent dans le caniveau - avant qu'Henry se trouve la lame de son sabre sur la gorge. Pendant ce temps, le contingent de police se renforce, avec de nombreux nouveaux policiers qui accourent de partout sur lui. Celui-ci se débat mais ne dit mot ; ce qui fait remarquer à un témoin que, sur cet aspect, Henry ressemble peu à un propagandiste par le fait habituel et qu'il pense qu'il s'agit d'un voleur. Après un instant, il s'écrie : 

« Bande de porcs, je vous tuerai tous ! »

Conduit au commissariat, il ne donne pas son identité et, lorsqu'il est traité par un médecin pour ses blessures subies dans la lutte, lui déclare que son acte serait naturel pour les anarchistes et qu'il faudrait faire disparaître l'ensemble de la bourgeoisie pour faire advenir une ère de liberté humaine. Lorsque le médecin l'interroge pour savoir s'il tuerait un médecin bourgeois qui serait en train de le soigner, Henry répond qu'il le ferait sans hésitation. 

### Suites

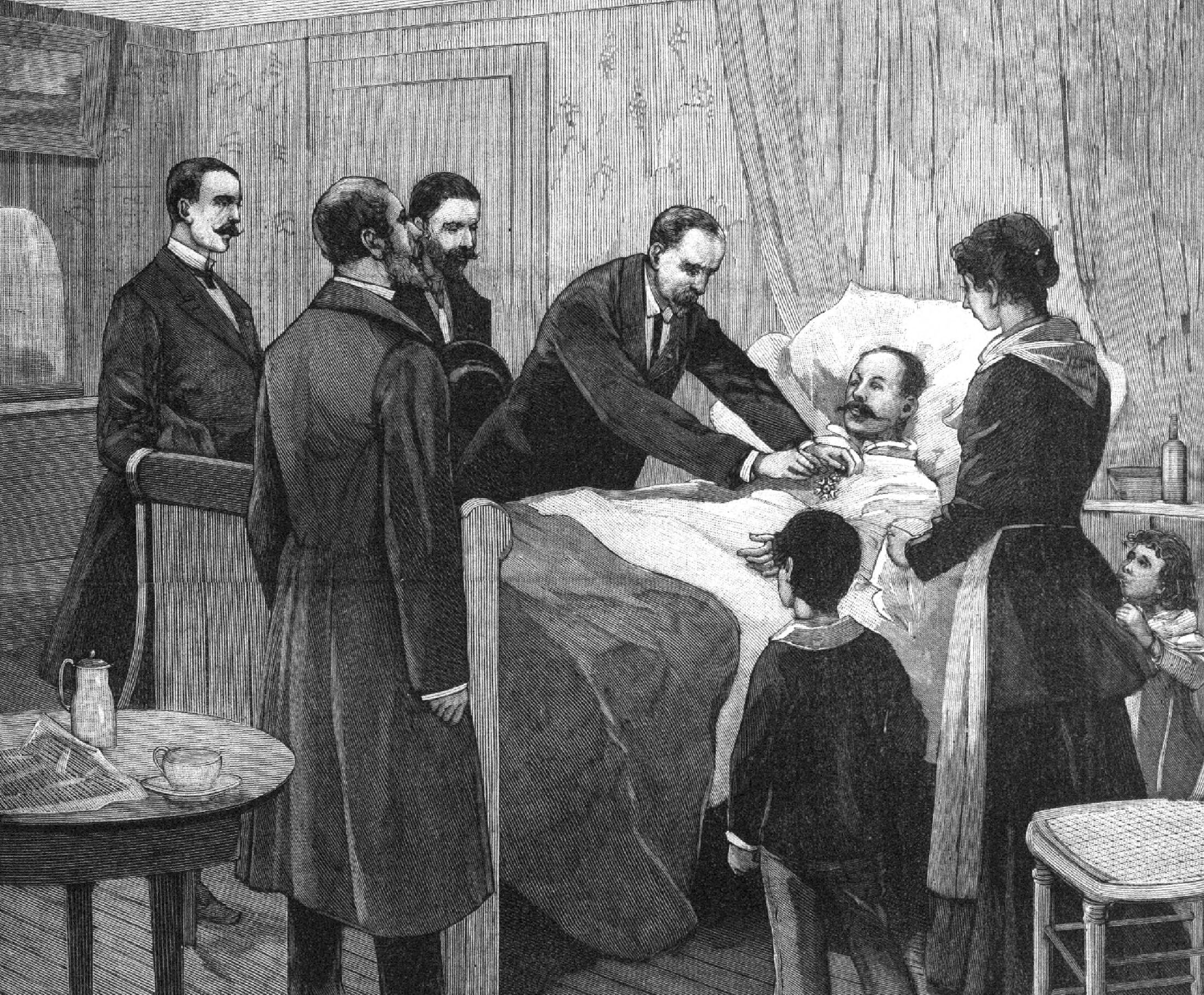
Propagande étatique dans la presse - représentant Poisson recevant la croix de la Légion d'honneur par le préfet Lépine.

Henry, arrêté, est rapidement visité par un certain nombre de responsables policiers, comme le préfet Lépine, qui cherche à savoir de qui il s'agit et ses mobiles. L'anarchiste soutient venir « des provinces », s'appeler Breton, et n'être pour rien dans l'attentat. Lorsqu'on le transfère, après quelques heures, il est insulté par une foule rassemblée en montant dans la voiture de police - il leur crie que ce sont des lâches.
Un groupe d'anarchistes, composé éventuellement de Matha, Ortiz et Désiré Pauwels, se rend très probablement chez Henry et en retire les explosifs qui s'y trouvent,. Il est envisageable de considérer qu'il s'agit des explosifs utilisés par Pauwels lors de l'attentat de la Madeleine, un mois plus tard.
Henry - dans les semaines qui suivent son incarcération, et pendant son procès, annonce avoir prémédité cet attentat et l'assume entièrement - en se lançant dans une rhétorique où il revendique le terrorisme de masse, où il aurait choisi d'agir par le terrorisme de masse pour répondre aux répressions de masse de l'État,.
En apprenant la nouvelle de l'attentat et de l'arrestation de son frère, Fortuné est profondément touché. Il n'est pas d'accord du tout avec la lecture que fait Henry des événements, et, écrit à l'avocat Hornbostel à demi-mot que le mobile profond de cette attaque est une raison sentimentale. Il estime ainsi que l'action menée par Henry s'inscrit bien davantage dans une volonté d'impressionner Élisa Gauthey, que dans un plan prémédité qui l'aurait vu théoriser le terrorisme de masse et vouloir l'effectuer avant.
Cette vision est défendue par des historiens plus récents, qui remarquent que le plan et les trajets de Henry lors du jour de l'attentat sont très erratiques et qu'il semble pris par des impératifs de vitesse - il doit commettre un attentat ce jour-là pour ne pas manquer de courage. Par ailleurs, cette stratégie sentimentale aurait relativement fonctionné, puisque Gauthey déclare regretter d'avoir rejeté Henry, que si elle avait de nouveau le choix, elle agirait autrement - plus généralement, elle semble relativement impressionnée par l'action de l'anarchiste. 
Après un procès où Henry déclare être le seul coupable et fait une déclaration remarquée où il défend et théorise - sans doute pour la première fois de l'histoire - le terrorisme moderne ou de masse - il est condamné à mort, ce qui ne semble pas le gêner outre mesure, et est guillotiné un mois plus tard,.

## Analyses

### Naissance du terrorisme de masse

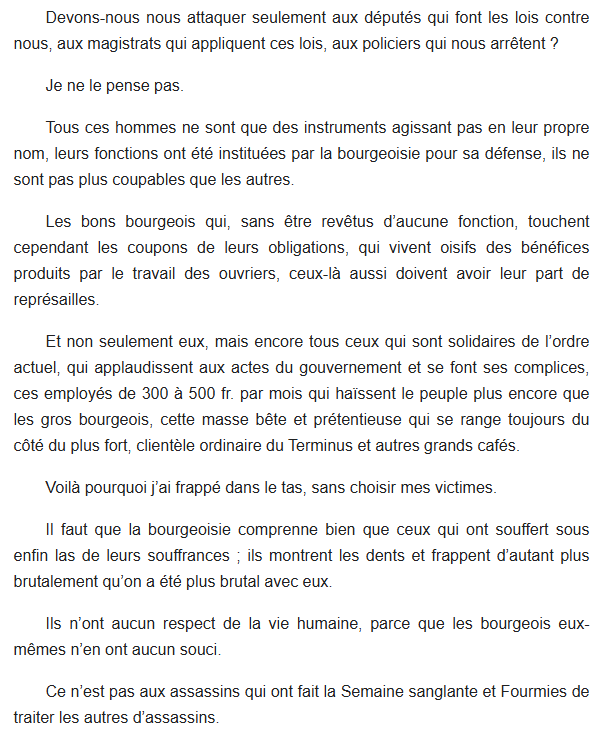
Extrait de la déclaration d'Émile Henry à son procès.

Cet attentat est considéré, avec celui du 13 Novembre 1893 par Léon Léauthier et celui du théâtre Liceu (7 novembre 1893) par Santiago Salvador comme l'un des premiers à relever du terrorisme de masse et du terrorisme moderne. En réalité, puisque Léauthier refuse d'assumer son acte au procès et que Salvador passe en procès après Henry, sa déclaration est la première à théoriser ce type de terrorisme. Cette caractérisation est partagée par Ferragu, Merriman, Petit et Badier sous différentes perspectives mais critiquée par Salomé, qui considère qu'il s'agit bien d'un ennemi bourgeois précis visé ici,,,. Pour Petit, une telle évolution vers un terrorisme de masse n'est pas à relier à l'anarchisme mais plutôt aux raisons sentimentales poussant Henry à agir - ce qui se manifeste dans l'impréparation et le caractère erratique des actions d'Henry ainsi que dans ses déclarations grandiloquentes à son procès pour impressionner Gauthey.

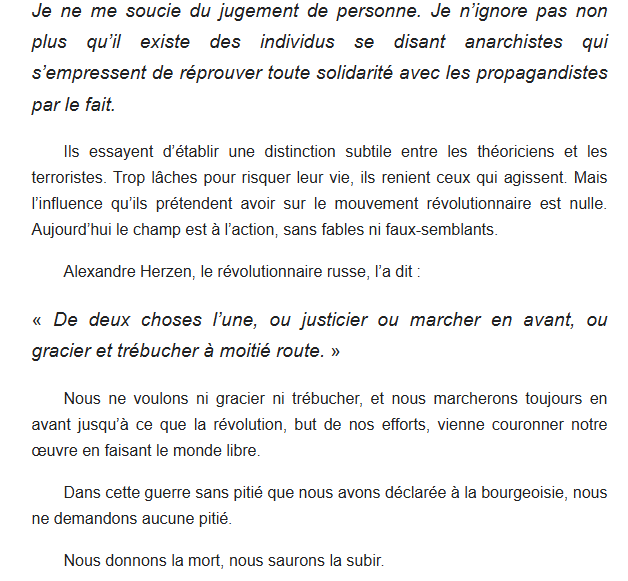
Conclusion de la déclaration d'Émile Henry à son procès, critiquant les anarchistes qui refuseraient la propagande par le fait.

Si une telle forme de terrorisme a un impact très limité ou nul sur le terrorisme anarchiste postérieur, qui disparaît ou rejoint des formes de tyrannicide plus traditionnelles, elle est rapidement reprise au sein de groupes terroristes très divers, jusqu'au début du XXIe siècle,,. Merriman illustre cette influence en notant que le basculement intellectuel de Henry dans sa déclaration à son procès, où celui-ci en vient à considérer la société entière comme coupable et donc comme cible légitime, se retrouve dans des formes de terrorisme très différentes, comme le terrorisme islamiste. Une telle comparaison doit cependant être prise avec de grandes précautions, selon lui, car les deux idéologies respectives sont très différentes et opposées, mais cet aspect d'une société coupable et ciblée de manière indiscriminée se retrouve à la fois chez Henry et chez ces autres mouvements. Ferragu écrit à propos de cette massification du terrorisme :

« En frappant « dans le tas », Emile Henry redéfinit les cadres de l’attentat, dépassant finalement le vieux schéma du tyrannicide au profit d’un terrorisme moderne en ce qu’il frappe à l’aveugle une société définie à la fois comme une cible et comme un ennemi objectif (la « bourgeoisie »). »

Selon Petit et Delpech, cette présentation doit être nuancée en prenant en compte, d'une part, le fait qu'Henry agit de manière sentimentale, mais aussi qu'il cherche à sauver ses complices, et donc qu'il a tendance, dans ses déclarations et son texte célèbre, à appuyer davantage sur sa propre violence et théorisation du terrorisme de masse, que sur les raisons réelles,. La déclaration serait ainsi bien indicatrice de cette évolution du terrorisme mais serait une reconstruction des événements que ferait Henry dans un deuxième temps.

### Questions ouvertes
L'attentat du café Terminus, comme d'autres événements du même type, pose un certain nombre de problèmes historiographiques, en particulier celui des complices de Henry. Selon Bouhey, il est en effet vraisemblable d'envisager que l'attentat - dans sa forme initiale visant à tuer Carnot, soit préparé en concertation par plusieurs anarchistes - parmi lesquels, Henry et éventuellement Ortiz (?), Chiericotti (?), Marocco (?), Pauwels (?), Matha (?) et d'autres personnes évoluant dans ces cercles. 

## Sources primaires
- Déclaration d'Émile Henry à son procès (4 M 276 AD du Var - courtoisie d'Archives Anarchistes)